# When The Sun Sets Down South
Pour les articles homonymes, voir Sunset.
Clip vidéo
[vidéo] « Sidney Bechet, Noble Sissle et Harry Brooks - When The Sun Sets Down South », sur YouTube
When The Sun Sets Down South ou Southern Sunset (Quand le soleil se couche au sud, ou Coucher de soleil du sud, en anglais) est un standard de jazz-swing-jazz Nouvelle-Orléans, composé par Sidney Bechet, Noble Sissle, et Harry Brooks (en),,, qui l'enregistre chez Decca Records en 1938 (un des principaux succès de leurs répertoires).

## Histoire
Ce titre lancinant de swing-jazz Nouvelle-Orléans « de style Sidney Bechet » évoque l'ambiance jazz des nuits de La Nouvelle-Orléans, du Sud des États-Unis, des origines de Sidney Bechet et de l'histoire du jazz. Il est enregistré à New York par le big band jazz « Noble Sissle's Swingsters » accompagné entre autres par Sidney Bechet au saxophone soprano et clarinette, Harry Brooks (en) au piano stride, et Clarence Brereton (de) à la trompette à effet de sourdine wah-wah, avec le titre Blackstick en face B. 

## Reprises
Ce standard de jazz est réédité dans de nombreuses compilations de ses compositeurs-interprètes.

## Big band jazz Noble Sissle's Swingsters et Sidney Bechet
- Noble Sissle : chef d'orchestre
- Sidney Bechet (saxophone soprano et clarinette)
- Clarence Brereton (de) : trompette et sourdine wah-wah
- Gil White : clarinette et saxophone ténor
- Harry Brooks (en) : piano stride
- Jimmy Miller : guitare
- Jimmy Jones : contrebasse
- O'Neil Spencer (en) : batterie.